# BS-TBS
BS-TBS, Inc (株式会社ビーエス・ティービーエス Kabushiki-Gaisha Bīesu-Tībīesu) là một trạm phát sóng truyền hình vệ tinh đặt trụ sở tại Asakaka Gochome, Minato, Tokyo, Nhật Bản. Tên kênh của nó là BS-TBS (trước đây là BS-i). Nó là một đài truyền hình thành viên của Japan News Network.

## Các kênh
- Truyền hình: BS-TBS được đăng ký các kênh BS161 - 163.
- Phát hành: BS-i từng được đăng ký các kênh 461, 462, và chấm dứt vào ngày 30 tháng 9 năm 2005. - TBS Radio & Communications tiếp tục được sản xuất.
- Dữ liệu: BS-TBS được đăng ký các kênh BS766c, BS768, nhưng BS768 ngày nay không còn sử dụng.

## Lịch sử
- Tháng 11, 1998 - Japan Digital Communications, Inc (株式会社ジャパン・デジタル・コミュニケーションズ Kabushiki-Gaisha Japan Dejitaru Komyunikēshonzu?, Truyền thông Kỹ thuật số Nhật Bản, viết tắt là "JDC") thành lập.
- Tháng 6, 2000 - JDC đổi tên thành BS-i, Inc (株式会社ビーエス・アイ Kabushiki-Gaisha Bīesu-Ai?).
- 1 tháng 12 năm 2000 - BS-i bắt đầu phát sóng.
- Tháng 7, 2004 - BS-i di chuyển trụ sở từ TBS Hoso Kaikan đến TBS Broadcast Center 15th fl.
- 30 tháng 9 năm 2005 - BS-i chấm dứt phát sóng chương trình phát thanh vệ tinh.
- 1 tháng 4 năm 2009 - BS-i, Inc đổi thành tên hiện tại: BS-TBS, Inc.

## Chương trình
- Tổng quan
  - Một số chương trình mà TBS phát sóng cũng được chiếu trên BS-TBS.
- Chương trình anime
  - Anime do BS-TBS sản xuất đã nổi tiếng đối với cộng đồng người hâm mộ, bởi vì các quy tắc chính quy về phát sóng vệ tinh thoải mái hơn so với phát sóng từ mặt đất.
  - Trên TBS, để điều chỉnh kích cỡ, hầu hết anime có tỉ lệ ảnh 16:9 bị thu hẹp từ lề phải và lề trái. Nhưng trên BS-TBS, các bộ phim vẫn được giữ nguyên kích cỡ màn hình ban đầu.
    - Một số chương trình anime chỉ được phát sóng trên BS-TBS:
      - AIR
      - Cyber Team in Akihabara
      - Eikoku Koi Monogatari Emma
      - He Is My Master
      - Kanon
      - Little Snow Fairy Sugar
      - Mahoromatic
      - Popotan
      - This Ugly and Beautiful World
      - Yumeria

    - Một số anime vừa chiếu trên TBS vừa chiếu trên BS-TBS:
      - Oh My Goddess!
      - Bincho-tan
      - BLACK CAT
      - Chobits
      - Heat Guy J
      - Ichigo Mashimaro
      - Melody of Oblivion
      - REC
      - Rozen Maiden
      - Rozen Maiden Traumend
      - CLANNAD
      - CLANNAD ~After Story~
      - Tsukihime, Lunar Legend
      - K-On!